# Luigi Trombetta
Luigi Trombetta (* 3. Februar 1820 in Civita Lavinia; † 17. Januar 1900 in Rom) war ein italienischer Kurienkardinal.

## Leben
Im März 1844 empfing er die Priesterweihe. Er promovierte zum Doctor iuris utriusque und arbeitete als Rechtsanwalt am Gerichtshof der Römischen Rota, erhielt die Würde eines Kanonikers der Basilika Santa Maria Maggiore und am 12. Mai 1897 den Titel des Apostolischen Protonotars participantium. Am 24. Februar 1863 wurde er zum Untersekretär der Kongregation für die Bischöfe und die Ordensleute ernannt, am 20. Juni 1893 zum Prosekretär und am 24. Dezember 1896 zum Sekretär der Kongregation.
Papst Leo XIII. nahm ihn am 19. Juni 1899 als Kardinaldiakon in das Kardinalskollegium auf. Am 22. Juni des gleichen Jahres erhielt er die Titeldiakonie Sant’Eustachio.
Nach seinem Tod wurde er in der Kirche seiner Titeldiakonie aufgebahrt und auf dem Friedhof Campo Verano beigesetzt. Er war einer der Kardinäle ohne Bischofsweihe.